# Yuichi Sugita
Yūichi Sugita (Japans: 杉田 祐一, Sugita Yūichi) (Sendai, 18 september 1988) is een Japanse tennisspeler. 

## Palmares enkelspel
| Nr.                     | Datum            | Toernooi    | Ondergrond    | Tegenstander in finale   | Score            |                  |
| ----------------------- | ---------------- | ----------- | ------------- | ------------------------ | ---------------- | ---------------- |
| Gewonnen ATP-toernooien |                  |             |               |                          |                  |                  |
| 1.                      | 1 juli 2017      | ATP Antalya | Gras          | Adrian Mannarino         | 6-1, 7-6(4)      | Details          |
| Gewonnen challengers    |                  |             |               |                          |                  |                  |
| 1.                      | 8 maart 2010     | Kyoto       | Tapijt (I)    | Matthew Ebden            | 4-6, 6-4, 6-1    | 4-6, 6-4, 6-1    |
| 2.                      | 2 september 2013 | Shanghai    | Hardcourt     | Hiroki Moriya            | 6-3, 6-3         | 6-3, 6-3         |
| 3.                      | 20 oktober 2014  | Pune        | Hardcourt     | Adrián Menéndez Maceiras | 6-7(1), 6-4, 6-4 | 6-7(1), 6-4, 6-4 |
| 4.                      | 6 september 2015 | Bangkok     | Hardcourt     | Marco Trungelliti        | 6-4, 6-2         | 6-4, 6-2         |
| 5.                      | 8 november 2015  | Hua Hin     | Hardcourt     | Stéphane Robert          | 6-2, 1-6, 6-3    | 6-2, 1-6, 6-3    |
| 6.                      | 28 februari 2016 | Kyoto       | Hardcourt (i) | Ze Zhang                 | 5-7, 6-3, 6-4    | 5-7, 6-3, 6-4    |
| 7.                      | 5 maart 2017     | Yokohama    | Hardcourt     | Kwon Soon-woo            | 6-4, 2-6, 7-6(2) | 6-4, 2-6, 7-6(2) |
| 8.                      | 19 maart 2017    | Shenzhen    | Hardcourt     | Blaž Kavčič              | 7-6(6), 6-4      | 7-6(6), 6-4      |
| 9.                      | 11 juni 2017     | Surbiton    | Gras          | Jordan Thompson          | 7-6(7), 7-6(8)   | 7-6(7), 7-6(8)   |

## Resultaten grote toernooien
| Legenda | Legenda                          |
| ------- | -------------------------------- |
| g.t.    | geen toernooi gehouden           |
| l.c.    | lagere categorie                 |
| –       | niet deelgenomen                 |
| G       | uitgeschakeld in de groepsfase   |
| 1R      | uitgeschakeld in de eerste ronde |
| 2R      | uitgeschakeld in de tweede ronde |
| 3R      | uitgeschakeld in de derde ronde  |
| 4R      | uitgeschakeld in de vierde ronde |
| KF      | uitgeschakeld in de kwartfinale  |
| HF      | uitgeschakeld in de halve finale |
| F       | de finale verloren               |
| W       | het toernooi gewonnen            |
| w-v     | winst/verlies-balans             |

### Enkelspel
| grandslamtoernooien   |      |      |     |      |      |      |      |    |
| Australian Open       | –    | –    | 1R  | –    | 2R   | –    | 2R   | 1R |
| Roland Garros         | –    | –    | –   | 1R   | 1R   | –    | 1R   | –  |
| Wimbledon             | 1R   | 1R   | –   | 2R   | 1R   | 1R   | g.t. | 1R |
| US Open               | –    | –    | –   | 2R   | 1R   | –    | 1R   |    |
| ATP Tour Masters 1000 |      |      |     |      |      |      |      |    |
| Indian Wells          | –    | –    | –   | –    | 1R   | –    | g.t. |    |
| Miami                 | –    | –    | –   | –    | 1R   | –    | g.t. | –  |
| Monte Carlo           | –    | –    | –   | –    | 1R   | –    | g.t. | –  |
| Madrid                | –    | –    | –   | –    | 1R   | –    | g.t. | –  |
| Rome                  | –    | –    | –   | –    | 1R   | –    | –    | –  |
| Montreal/Toronto      | –    | –    | 1R  | 1R   | 1R   | –    | g.t. |    |
| Cincinnati            | –    | –    | 3R  | KF   | –    | –    | –    |    |
| Shanghai              | –    | –    | 1R  | 1R   | –    | –    | g.t. |    |
| Parijs                | –    | –    | –   | 1R   | –    | –    | –    |    |
| Olympisch             |      |      |     |      |      |      |      |    |
| Olympische Spelen     | g.t. | g.t. | 2R  | g.t. | g.t. | g.t. | g.t. | 1R |
| statistieken          |      |      |     |      |      |      |      |    |
| totaal aantal titels  | 0    | 0    | 0   | 1    | 0    | 0    | 0    | 0  |
| eindejaarsranking     | 131  | 126  | 112 | 40   | 145  | 103  | 102  |    |